# Zmaj (tvrtka)
Zmaj je bila tvrtka u kojoj su se za vrijeme Kraljevine Jugoslavije izrađivali avioni. 14. ožujka 1927. godine tvrtku su u Zemunu osnovali inženjer Jovan Popović i industrijalac Dragoljub Šterić.

## Povijesni razvoj
Odmah nakon osnutka tvrtka je dobila narudžbu za 25 aviona Anrio H-32 sa Salmson motorima od 120 KS i deset školskih hidroaviona Anrio H-41. 17. ožujka 1928. na Zračnoj luci Beograd isporučeni su prvi avioni a do kraja te godine realizirana je cijela narudžba. Zmaj je poslije prvog uspješno obavljenog posla dobio novu narudžbu za izradu nove serije od 20 Anrio H-32 aviona. 1929. godine uslijedio je novi tehnički izazov za izradu četiri lovaca metalne konstrukcije Dewoitine D.27.
Sljedeće 1930. godine u Zmaju je izrađeno 20 aviona francuske konstrukcije Guad Lesser namijenjenih za prelaznu obuku pilota-lovaca a istovremeno je preuzeta i proizvodnja 15 Fizir-Wright aviona i tri hidroaviona istog tipa, koji su kasnije za pomorsko zrakoplovstvo Kraljevine Jugoslavije izrađivani i s Jupiter motorom. Iste godine aeroklub je naručio prva tri školska aviona dvokrilca Fizir FN s Valter NZ motorom od 120 KS, čiji je prototip izrađen 1929. godine u majstorskoj radionici inženjera Fizira u Petrovaradinu. Pored Fizira, kao glavni statičar i konstruktor radio je inženjer Dušan Stankov pod čijim je vodstvom tijekom 1934. godine iz projekta prelaznog dvokrilca FP-1 razvijen školski avion FP-2 s Gnome-Rhone K-7 motorom.
Komanda ratnog zrakoplovstva vojske Kraljevine Jugoslavije donijela je odluku o zamijeni svih do tada korištenih Branderburg i Anrio aviona s Fizir FN avionima, koji su se u letu pokazali pogodni za osnovnu obuku i vojnih i civilnih pilota. Od 1931. godine Zmaj je isporučio prvu seriju od 20 Fizira FN s motorom Valter i 10 s rednim motorom Mercedes od 120 KS. Do 1939. godine u aviotvrtki Rogožarski i u Zmaju izrađeno je ukupno 170 aviona Fizir FN. Posljednjih 10 aviona rađeno je od 1943. u Zmaju za potrebe Zrakoplovstva NDH ali su ti avioni završeni tek nakon oslobađanja Srbije.
Tijekom krize od 1932. do 1935. godine uprava tvrtke Zmaj uspela je dobiti izradu tromotornog Spartan Cruisera sa sedam putničkih sjedala koji je po britanskoj licenci 1935. godine isporučen Aeroputu. 
Zmaj je u programu modernizacije vojnog zrakoplovstva, pored nekoliko serija školskih FP-2 izradio i 16 lovaca Hawker Hurricane MK-1 s Rolls-Royce Merlin motorom od 1030 KS. Posljednja dva Hurricanea isporučena su jugoslavenskoj vojsci tijekom Travanjskog rata 11. travnja 1941. godine.
Pred Drugi svjetski rat Zmaj je učestvovao na natječaju za izbor domaćeg lakog bombardera. Prema konstrukciji tehničkog direktora tvrtke Stankova i inženjera Ducića 1940. godine je izrađen Zmaj R-1 s dva Hispano-Suiza 14AB motora od po 670 KS. Avion je bio mješovite konstrukcije i s relativno dobrim naoružanjem, ali ispitivanja ovog bombardera u letu nisu bila završena.